# Niangoloko
Niangoloko – miasto w Burkinie Faso, stolica departamentu Niangoloko, w prowincji Comoé. W 2013 liczyło 27 083 mieszkańców.